# Michael Mathieu
Michael Walter Mathieu (Grand Bahama, 24 giugno 1984) è un velocista bahamense.
In carriera è stato campione olimpico nella staffetta 4×400 metri a Londra 2012.

## Palmarès
| Anno | Manifestazione          | Sede           | Evento        | Risultato  | Prestazione | Note                                     |
| ---- | ----------------------- | -------------- | ------------- | ---------- | ----------- | ---------------------------------------- |
| 2007 | Giochi panamericani     | Rio de Janeiro | 4×400 m       | Oro        | 3'01"94     |                                          |
| 2007 | Mondiali                | Osaka          | 4×400 m       | Argento    | 2'59"18     |                                          |
| 2008 | Mondiali indoor         | Valencia       | 400 m piani   | Batteria   | 47"34       |                                          |
| 2008 | Mondiali indoor         | Valencia       | 4×400 m       | Batteria   | 3'11"77     |                                          |
| 2008 | Campionati CAC          | Cali           | 400 m piani   | Argento    | 45"66       |                                          |
| 2008 | Campionati CAC          | Cali           | 4×400 m       | Argento    | 3'02"48     |                                          |
| 2008 | Giochi olimpici         | Pechino        | 400 m piani   | Semifinale | 45"56       |                                          |
| 2008 | Giochi olimpici         | Pechino        | 4×400 m       | Argento    | 2'58"03     |                                          |
| 2009 | Campionati CAC          | L'Avana        | 200 m piani   | 6º         | 21"10       |                                          |
| 2009 | Mondiali                | Berlino        | 400 m piani   | Batteria   | dq          |                                          |
| 2010 | Mondiali indoor         | Doha           | 400 m piani   | Semifinale | 47"09       |                                          |
| 2010 | Mondiali indoor         | Doha           | 4×400 m       | Finale     | dnf         |                                          |
| 2010 | Giochi CAC              | Mayagüez       | 4×400 m       | Argento    | 3'01"82     |                                          |
| 2010 | Giochi del Commonwealth | Delhi          | 400 m piani   | 4º         | 45"56       |                                          |
| 2010 | Giochi del Commonwealth | Delhi          | 4×400 m       | 4º         | 3'04"35     |                                          |
| 2011 | Campionati CAC          | Mayagüez       | 200 m piani   | Oro        | 20"60       |                                          |
| 2011 | Campionati CAC          | Mayagüez       | 4×100 m       | 4º         | 39"46       |                                          |
| 2011 | Campionati CAC          | Mayagüez       | 4×400 m       | Oro        | 3'01"33     |                                          |
| 2011 | Mondiali                | Taegu          | 200 m piani   | Semifinale | dnf         |                                          |
| 2011 | Giochi panamericani     | Guadalajara    | 200 m piani   | 4º         | 20"62       |                                          |
| 2012 | Giochi olimpici         | Londra         | 200 m piani   | Semifinale | dq          |                                          |
| 2012 | Giochi olimpici         | Londra         | 4×400 m       | Oro        | 2'56"72     | Record nazionale                         |
| 2014 | Mondiali indoor         | Sopot          | 4×400 m       | Batteria   | 3'09"79     |                                          |
| 2014 | World Relays            | Nassau         | 4×400 m       | Argento    | 2'57"59     |                                          |
| 2014 | Giochi del Commonwealth | Glasgow        | 200 m piani   | Semifinale | 20"68       |                                          |
| 2014 | Giochi del Commonwealth | Glasgow        | 4×400 m       | Argento    | 3'00"51     |                                          |
| 2015 | World Relays            | Nassau         | 4×400 m       | Argento    | 2'58"61     | Miglior prestazione personale stagionale |
| 2015 | Giochi panamericani     | Toronto        | 4×400 m       | 4º         | 3'00"34     |                                          |
| 2015 | Mondiali                | Pechino        | 400 m piani   | Semifinale | 45"43       |                                          |
| 2015 | Mondiali                | Pechino        | 4×400 m       | Batteria   | dq          |                                          |
| 2016 | Mondiali indoor         | Portland       | 400 m piani   | Batteria   | dq          |                                          |
| 2016 | Mondiali indoor         | Portland       | 4×400 m       | Argento    | 3'04"75     | Record nazionale                         |
| 2016 | Giochi olimpici         | Rio de Janeiro | 4×400 m       | Bronzo     | 2'58"49     | Miglior prestazione personale stagionale |
| 2017 | World Relays            | Nassau         | 4×400 m       | 13º        | 3'08"29     |                                          |
| 2017 | World Relays            | Nassau         | 4×400 m mista | Oro        | 3'14"42     |                                          |
| 2017 | Mondiali                | Londra         | 4×400 m       | Batteria   | 3'03"04     | Miglior prestazione personale stagionale |
| 2018 | Giochi del Commonwealth | Gold Coast     | 400 m piani   | Semifinale | 47"44       |                                          |
| 2018 | Giochi del Commonwealth | Gold Coast     | 4×400 m       | Argento    | 3'01"92     |                                          |
| 2018 | Giochi CAC              | Barranquilla   | 4×400 m       | 5º         | 3'07"31     |                                          |
| 2018 | Campionati NACAC        | Toronto        | 4×400 m       | Argento    | 3'03"80     |                                          |